# Re di Sellero
Il Re di Sellero è un torrente della provincia di Brescia. Assume questa dicitura per differenziarlo dai numerosi altri torrenti camuni che prendono questo nome (Re).
La sua sorgente è situata a circa 2.000 metri di quota sul Monte Elto e confluisce da destra nell'Oglio presso Sellero, in località Scianica.
Nel suo alveo, dal 1999, viene realizzato un presepio a grandezza naturale ormai visitato da persone di tutta la Lombardia.
Sul suo percorso sono state realizzate alcune cisterne per la raccolta dell'acqua dell'acquedotto comunale; le sue acque vengono anche usate per far funzionare la turbina installata nella piccola centrale della TSN.
All'altezza del Put del Re (Ponte del Re), nella zona chiamata appunto Valle del Re, il fiume genera due piccole cascate che in inverno gelano spesso creando un effetto molto suggestivo, soprattutto la sera.